# Ugo de Brienne
Ugo (n. cca. 1240 – d. 9 august 1296) a fost conte de Brienne și de Lecce.

## Life
Ugo a fost cel de al doilea fiu al contelui Valter al IV-lea de Brienne cu Maria de Lusignan, prințesă din Regatul cruciat al Ciprului.
Tatăl său, devenit și conte de Jaffa și Ascalon în Palestina, a fost ucis în 1244 în Cairo și a fost succedat de fratele mai mare al lui Ugo, Ioan.
După moartea lui Ioan (c. 1260) fără urmași direcți, Ugo a moștenit comitatul de Brienne, precum și pretențiile familiei sale în sudul Italiei, inclusiv în Principatul de Taranto și comitatul de Lecce, care fuseseră confiscate din 1205.
Ugo a emis pretenții asupra regenței în Regatul Ierusalimului (și implicit, un loc în succesiunea acestuia) în 1264 ca moștenitor față de Alice de Ierusalim și de regele Ugo I al Ciprului, fiind fiul fiicei celei mai mari a acestora, însă nu a fost luat în seamă de înalta curte din Ierusalim, care l-a preferat pe vărul său Ugo de Antiohia, moment din care nu s-a mai implicat în chestiunile de dincolo de mări. Vărul său primar Ugo al II-lea al Ciprului a murit în 1267, și în pofida drepturilor lui Ugo de Brienne ca moștenitor, tot Ugo de Antiohia este cel care a fost încoronat rege și în Cipru, ca Ugo al III-lea. Atunci când fiul vărului său Conradin de Hohenstaufen, rege titular al Ierusalimului, a fost ucis în 1268, succesiunea a revenit tot lui Ugo de Antiohia.
Ugo de Brienne a hotărât să își caute norocul în Europa, mai degrabă decât dincolo de Mediterana, intrând în serviciul lui Carol de Anjou. Acesta din urmă l-a numit pe Ugo căpitanul său general de Brindisi, Otranto și Apulia și senior de Conversano, iar Ugo a fost un susținător entuziast al cauzei Angevinilor în Italia. Pentru serviciile prestate, comitatul de Lecce a fost restituit familiei sale. El a fost luat prizonier în bătălia din golful Neapolelui din 1284, unde a luptat alături de Carol de Salerno, fiul lui Carol de Anjou, iar apoi încă o dată în "Bătălia conților" din 1287, în ambele cazuri în confruntări navale contra amiralului catalan Roger de Lauria. În una din aceste ocazii, Ugo și-a dat cuvântul prin lăsarea ca ostatec a fiului său Valter. Ugo a fost până la urmă ucis în Sicilia, în bătălia de la Gagliano, luptând împotriva almogavarilor catalani, și a fost succedat de către fiul său Valter, sub numele de Valter al V-lea.

## Căsătorie și urmași
Prima soție a lui Ugo a fost Isabela de la Roche, moștenitoare a Tebei, având cu aceasta doi copii:
- Valter (d. 1311), duce de Atena și moștenitor în comitatul de Brienne.
- Agnes, căsătorită cu conte Ioan de Joigny

Cea de a doua soție a sa a fost Elena Comnena Dukaina de Epir-Neopatras, moștenitoare în Lamia și Larisa, având un copil:
- Ioana, căsătorită cu Niccolo Sanudo, duce de Naxos.

1. 1 2 3 4 5  WikiTree, accesat în 3 august 2019
2. 1 2 3 4 5  The Peerage